# Barry Kelly
Barry Kelly, född den 24 september 1954 i Byron Bay, Australien, är en australisk kanotist.
Han tog OS-brons i K-2 1000 meter i samband med de olympiska kanottävlingarna 1984 i Los Angeles.